# Tengarin
Tengarin(mađ. Tengeri) je selo u južnoj Mađarskoj.
Zauzima površinu od 4,46 km četvornih.

## Zemljopisni položaj
Nalazi se na 45° 55' 34" sjeverne zemljopisne širine i 18° 5' 17" istočne zemljopisne dužine. 
Bokšica je 2 km sjeverno, Ovčar je 4 km istočno, Tišnja je 2,5 km sjeverozapadno, Dirovo (Kizdir) je 2,5 km sjeveroistočno, Siklósbodony je 2,5 km jugoistočno, Edsemartin je 1,5 km južno, Bogádmindszent je 3 km jugozapadno, a Ózdfalu je 4,5 km zapadno.

## Upravna organizacija
Upravno pripada Pečuškoj mikroregiji u Baranjskoj županiji. Poštanski broj je 7834. 

## Stanovništvo
Tengarin ima 75 stanovnika (2001.). 

## Vanjske poveznice
- Tengarin na fallingrain.com